# Пятра Албэ
Пятра Албэ (рум. Piatra Albă) — село в Яловенском районе Молдавии. Наряду с селом Малые Милешты входит в состав коммуны Малые Милешты.

## География
Село расположено на высоте 105 метров над уровнем моря.

## Население
По данным переписи населения 2004 года, в селе Пятра Албэ проживает 704 человека (359 мужчин, 345 женщин).
Этнический состав села:
| Национальность | Число жителей | Процентный состав |
| -------------- | ------------- | ----------------- |
| молдаване      | 532           | 75.57             |
| русские        | 112           | 15.91             |
| украинцы       | 34            | 4.83              |
| цыгане         | 5             | 0.71              |
| болгары        | 5             | 0.71              |
| румыны         | 3             | 0.43              |
| гагаузы        | 3             | 0.43              |
| прочие         | 10            | 1.42              |
| Всего          | 704           | 100%              |